# Leoszkowo
Leoszkowo – dawny folwark. Tereny, na których leżał znajdują się obecnie na Białorusi, w obwodzie witebskim, w rejonie szarkowszczyńskim, w sielsowiecie Radziuki.

## Historia
W czasach zaborów w granicach Imperium Rosyjskiego.
W dwudziestoleciu międzywojennym folwark leżał w Polsce, w województwie wileńskim, w powiecie duniłowickim (od 1926 postawskim), w gminie Łuck (od 1927 gmina Kozłowszczyzna).
Według Powszechnego Spisu Ludności z 1921 roku zamieszkiwały tu 22 osoby, wszystkie były wyznania rzymskokatolickiego. Jednocześnie 6 mieszkańców zadeklarowało polską przynależność narodową a 16 białoruską. Były tu 2 budynki mieszkalne. W 1931 w 2 domach zamieszkiwało 29 osób.
Miejscowość należała do parafii rzymskokatolickiej w Mosarzu. Podlegała pod Sąd Grodzki w Duniłowiczach i Okręgowy w Wilnie; właściwy urząd pocztowy mieścił się w Mosarzu.
W 1938 roku miejscowość należała do gromady Józefowo gminy Kozłowszczyzna.